# Прінс Дає
Прінс Дає (англ. Prince Daye, нар. 11 квітня 1978, Монровія) — ліберійський футболіст, що грав на позиції півзахисника, зокрема за «Бастію» та національну збірну Ліберії.

## Клубна кар'єра
У дорослому футболі дебютував 1994 року виступами в Гані за «Мадіна Републіканс». Наступного року також грав на батьківщині за «Інвінсібл Ілевен».
1995 року перебрався до Франції, уклавши контракт з «Бастією». Спочатку грав за другу команду клубу, а за два роки став залучатися до його основну команду. Відіграв за неї п'ять сезонів своєї ігрової кар'єри, провівши за цей час майже сто матчів французької першості.
Протягом 2003—2005 років захищав кольори туніського «Клуб Африкен», іспанського «Бадахоса» та ізраїльського «Маккабі» (Петах-Тіква), а завершував ігрову кар'єру в катарській команді «Аль-Сайлія», за яку виступав протягом 2006—2007 років.

## Виступи за збірну
1996 року дебютував в офіційних матчах у складі національної збірної Ліберії.
У складі збірної був учасником Кубка африканських націй 2002 року в Малі.
Загалом протягом кар'єри в національній команді, яка тривала 9 років, провів у її формі 25 матчів, забивши 7 голів.